# Mistrzostwa Świata w Narciarstwie Dowolnym 1986
Mistrzostwa świata w narciarstwie dowolnym 1986 były to pierwsze w historii mistrzostwa świata w narciarstwie dowolnym. Odbyły się we francuskiej miejscowości Tignes w dniach 2 – 6 lutego 1986 r. Zarówno mężczyźni jak i kobiety rywalizowali w tych samych czterech konkurencjach: jeździe po muldach, skokach akrobatycznych, balecie narciarskim oraz kombinacji. Reprezentanci Polski nie startowali.

## Wyniki

### Mężczyźni

#### Jazda po muldach
- Data: 2 lutego 1986

| Medal | Zawodnik          | Narodowość        |
| ----- | ----------------- | ----------------- |
|       | Éric Berthon      | Francja           |
|       | Petsch Moser      | Szwajcaria        |
|       | Martti Kellokumpu | Finlandia         |
| 4     | Steve Desovich    | Stany Zjednoczone |
| 5     | Lasse Fahlén      | Szwecja           |
| 6     | Nelson Carmichael | Stany Zjednoczone |
| 7     | Mauro Mottini     | Włochy            |
| 8     | Philippe Deiber   | Francja           |

#### Skoki akrobatyczne
- Data: 4 lutego 1986

| Medal | Zawodnik          | Narodowość      |
| ----- | ----------------- | --------------- |
|       | Lloyd Langlois    | Kanada          |
|       | Yves Laroche      | Kanada          |
|       | Jean-Marc Bacquin | Francja         |
| 4     | Didier Méda       | Francja         |
| 5     | Alain LaRoche     | Kanada          |
| 6     | Éric Laboureix    | Francja         |
| 7     | Michael Whealey   | Wielka Brytania |
| 8     | Chris Simboli     | Kanada          |

#### Balet narciarski
- Data: 6 lutego 1986

| Medal | Zawodnik           | Narodowość        |
| ----- | ------------------ | ----------------- |
|       | Richard Schabl     | RFN               |
|       | Lane Spina         | Stany Zjednoczone |
|       | Georg Fürmeier     | RFN               |
| 4     | Seth Goldsmith     | Stany Zjednoczone |
| 5     | Dave Walker        | Kanada            |
| 6     | Hermann Reitberger | RFN               |
| 7     | Alain LaRoche      | Kanada            |
| 8     | Richard Pierce     | Kanada            |

#### Kombinacja
- Data: 6 lutego 1986

| Medal | Zawodnik        | Narodowość        |
| ----- | --------------- | ----------------- |
|       | Alain LaRoche   | Kanada            |
|       | John Witt       | Stany Zjednoczone |
|       | Éric Laboureix  | Francja           |
| 4     | Murray Cluff    | Kanada            |
| 5     | Chris Simboli   | Kanada            |
| 6     | Robin Wallace   | Wielka Brytania   |
| 7     | Tero Turunen    | Finlandia         |
| 8     | Michael Whealey | Wielka Brytania   |

### Kobiety

#### Jazda po muldach
- Data: 2 lutego 1986

| Medal | Zawodnik            | Narodowość        |
| ----- | ------------------- | ----------------- |
|       | Mary-Jo Tiampo      | Stany Zjednoczone |
|       | Hayley Wolff        | Stany Zjednoczone |
|       | Silvia Marciandi    | Włochy            |
| 4     | Tatjana Mittermayer | RFN               |
| 5     | Conny Kissling      | Szwajcaria        |
| 6     | Hilary Engish       | Stany Zjednoczone |
| 7     | Aurore Champion     | Szwajcaria        |
| 8     | Catherine Frarier   | Francja           |

#### Skoki akrobatyczne
- Data: 4 lutego 1986

| Medal | Zawodnik          | Narodowość        |
| ----- | ----------------- | ----------------- |
|       | Maria Quintana    | Stany Zjednoczone |
|       | Carin Hernskog    | Szwecja           |
|       | Meredith Gardner  | Kanada            |
| 4     | Anna Fraser       | Kanada            |
| 5     | Dorene Bourque    | Stany Zjednoczone |
| 6     | Jilly Curry       | Wielka Brytania   |
| 7     | Hiroko Fujii      | Japonia           |
| 8     | Catherine Lombard | Francja           |

#### Balet narciarski
- Data: 6 lutego 1986

| Medal | Zawodnik        | Narodowość        |
| ----- | --------------- | ----------------- |
|       | Jan Bucher      | Stany Zjednoczone |
|       | Christine Rossi | Francja           |
|       | Lucie Barma     | Kanada            |
| 4     | Conny Kissling  | Szwajcaria        |
| 5     | Ellen Breen     | Stany Zjednoczone |
| 6     | Anna Fraser     | Kanada            |
| 7     | Helene Bernet   | Szwajcaria        |
| 8     | Ingrid Eigner   | RFN               |

#### Kombinacja
- Data: 6 lutego 1986

| Medal | Zawodnik          | Narodowość      |
| ----- | ----------------- | --------------- |
|       | Conny Kissling    | Szwajcaria      |
|       | Anna Fraser       | Kanada          |
|       | Silvia Marciandi  | Włochy          |
| 4     | Meredith Gardner  | Kanada          |
| 5     | Jilly Curry       | Wielka Brytania |
| 6     | Brigitte de Roche | Szwajcaria      |

## Klasyfikacja medalowa
| Miejsce | Państwo           |   |   |   | Razem |
| ------- | ----------------- | - | - | - | ----- |
| 1.      | Stany Zjednoczone | 3 | 3 | 0 | 6     |
| 2.      | Kanada            | 2 | 2 | 2 | 6     |
| 3.      | Francja           | 1 | 1 | 2 | 4     |
| 4.      | Szwajcaria        | 1 | 1 | 0 | 2     |
| 5.      | RFN               | 1 | 0 | 1 | 2     |
| 6.      | Finlandia         | 0 | 0 | 2 | 2     |
|         | Włochy            | 0 | 0 | 2 | 2     |